# Dominic Kinnear
Dominic Kinnear (ur. 26 lipca 1967 w Glasgow) – amerykański piłkarz grający na pozycji obrońcy, a także trener.

## Kariera klubowa
Dominic Kinnear piłkarską karierę rozpoczął w 1986 w drugoligowym szkockim klubie St. Johnstone FC. W 1989 roku powrócił do USA, gdzie się wychował i został zawodnikiem występującego w American Professional Soccer League klubu San Francisco Bay Blackhawks. Z Blackhawks zdobył mistrzostwo APSL w 1991. W 1994 występował w Fort Lauderdale Strikers, z której przeszedł do Meksyku do Necaxy, dzięki czemu stał się pierwszym amerykańskim zawodnikiem w Primera División de México. Z Necaxą zdobył mistrzostwo Meksyku w 1995.
Po powrocie do USA został zawodnikiem Seattle Sounders, z którym zdobył mistrzostwo A-League. W 1996 roku został zawodnikiem występującego w nowo utworzonej Major League Soccer klubu Colorado Rapids. W 1997 roku był zawodnikiem San Jose Clash, z którego przeszedł do Tampa Bay Mutiny, gdzie zakończył karierę w 2000 roku. Ogółem w MLS wystąpił w 117 meczach, w których strzelił 6 bramek.

## Kariera reprezentacyjna
Dominic Kinnear występował w reprezentacji Stanów Zjednoczonych w latach 1990–1993.
W 1991 wystąpił w pierwszej edycji Złotego Pucharu CONCACAF, który USA wygrało, pokonując w finale Honduras w serii rzutów karnych. Kinnear na tym turnieju wystąpił w dwóch meczach z Trynidadem i Tobago i Hondurasem w finale. W finale strzelił bramkę w serii rzutów karnych. W 1992 roku wystąpił w pierwszej edycji Pucharu Konfederacji, który nosił wówczas nazwę Pucharu Króla Fahda. W tym turnieju wystąpił w meczu o 3. miejsce z Wybrzeżem Kości Słoniowej, wygranym przez USA 5:2. W 1993 wystąpił w drugiej edycji Złotego Pucharu CONCACAF, na którym USA zajęło 2. miejsce, przegrywając w finale z Meksykiem 0:4. Kinnear na tym turnieju wystąpił w czterech meczach z Jamajką, Panamą, Hondurasem oraz Meksykiem w finale. Ogółem w latach 1990–1993 rozegrał w reprezentacji USA rozegrał 54 spotkania, w których strzelił 9 bramek.

## Kariera trenerska
Po zakończeniu kariery piłkarskiej Kinnear został trenerem. W latach 2001–2003 asystentem trenera w San Jose Earthquakes. W latach 2004–2005 samodzielnie trenował San Jose Earthquakes.
Od 2006 do 2014 prowadził Houston Dynamo. Z klubem z Houston dwukrotnie wygrywał rozgrywki Major League Soccer w 2006 i 2007 roku. W 2015 został zatrudniony w San Jose Earthquakes.